# Ніккі-Мару
Ніккі-Мару — транспортне судно, яке під час Другої світової війни брало участь в операціях японських збройних сил на Тихому океані.
Судно спорудили під назвою «Кіфуку-Мару» в 1918 році на верфі Kawasaki Dockyard у Кобе. До 1928-го його використовувала сама Kawasaki Dockyard, потім до 1932-го власником була компанія Kokusai Kisen, а з 1932 по 1940 роки судном володіла Oginuno Kaisho. Далі власником стала Nissan Kisen, яка перейменувала судно на «Ніккі-Мару», а у вересні 1941-го його реквізували для потреб Імперської армії Японії.
З 17 березня по 24 квітня 1943-го «Ніккі-Мару» здійснило перехід у складі конвою H2 (операція «Військові перевезення № 8") з японського порту Саєкі через важливий транспортний хаб на заході Каролінських островів Палау до Рабаулу — головної передової бази в архіпелазі Бісмарка, з якої провадились японські операції на Соломонових островах та сході Нової Гвінеї. 9—17 травня судно в конвої R-09 пройшло з Рабаулу назад до Палау.
Відомо, що 30 листопада 1943-го «Ніккі-Мару» знову перебувало в Рабаулі. Цього дня воно вийшло звідси у складі конвою O-006, який 8 грудня досягнув Палау.
Станом на кінець січня 1944-го судно перебувало у Манілі, звідки 26 січня — 2 лютого пройшло до острова Хальмахера (південна частина Молуккського архіпелагу) в конвої H-15.
10 лютого 1944-го судно рушило від острова Хальмахера в конвої, що прямував на Нову Гвінею. 18 лютого конвой досягнув Сармі (за три сотні кілометрів на схід від Біаку). 21 лютого конвой рушив назад, а незадовго до опівночі 22 лютого в районі за сотню кілометрів на північ від острова Біак американський підводний човен USS Balao торпедував «Ніккі-Мару». За годину судно розкололось, при цьому кормова частина ще певний час трималась на воді. Загинуло 8 членів екіпажу та понад пів сотні військовослужбовців, що перебували на борту. 24—25 лютого мінний загороджувач «Вакатака», який здійснював проведення конвою, повернувся до місця загибелі «Ніккі-Мару» та врятував 141 особу, яких доставив на острів Хальмахера.